# کمان‌باله‌سانان
کمان‌باله‌سانان (نام علمی: Amiiformes) نام یک راسته از زیررده نوبالگان است.